# Álvaro Mon Pérez
Álvaro Mon Pérez CSsR (ur. 7 czerwca 1962 w Corrales) – kolumbijski duchowny rzymskokatolicki, wikariusz apostolski Puerto Carreño od 2023.

## Życiorys
Święcenia kapłańskie przyjął 30 stycznia 1999 w zgromadzeniu Najśw. Odkupiciela. Pracował głównie jako rekolekcjonista. W latach 2010–2018 kierował zakonną parafią w Sincelejo, a w kolejnych latach był kapelanem przy kolegium seminaryjnym w Manizales.
30 marca 2023 papież Franciszek mianował go wikariuszem apostolskim Puerto Carreño. Sakry udzielił mu 22 maja 2023 biskup Francisco Antonio Ceballos Escobar.